# Bestia
Pour les articles homonymes, voir Bestia (homonymie).
Pour plus de détails, voir Fiche technique et Distribution.
Bestia est un film polonais muet en noir et blanc réalisé par Aleksander Hertz, sorti en 1917.

## Synopsis
Pola, fille de bonne famille, passe son temps avec des Apaches, dont son petit ami. Après une dispute avec ses parents, elle s'enfuit de chez elle et vole l'argent de son petit ami alors qu'il était ivre. Elle commence une nouvelle vie, devient danseuse et rencontre un homme marié, prêt à abandonner sa femme et son enfant pour elle. Mais son petit ami n'est pas loin…

## Fiche technique
- Titre original : Bestia
- Titre alternatif : Kochanka apasza
- Titre américain : The Polish Dancer
- Réalisation : Aleksander Hertz
- Scénario : Aleksander Hertz
- Directeur de la photographie : Witalis Korsak-Gologowski
- Décors : Józef Galewski, Tadeusz Sobocki
- Pays de production :  Pologne
- Lieu de tournage : Varsovie, 1916
- Société de production : Sfinks (pl)
- Longueur : 1 500 mètres
- Format : Noir et blanc - muet
- Dates de sortie : 
  - Pologne : 5 janvier 1917
  - États-Unis : 1921

## Distribution
- Pola Negri : Pola Basznikow
- Witold Kuncewicz: Aleksy
- Jan Pawłowski (en) : Dymitr
- Maria Dulęba : Sonia
- Lya Mara

## Autour du film
- Le seul film polonais de Pola Negri à avoir été conservé en entier[1],[2].
- Marcin Masecki (en) l'a mis en musique[1]